# Dubbelporträtt
Dubbelporträtt är en oljemålning av den svenske konstnären Alexander Roslin. Den målades 1754 och ingår sedan 1947 i Göteborgs konstmuseums samlingar.
Roslin, som hade en enastående internationell karriär som porträttmålare, kom till Paris i en brytningstid mellan rokoko och nyklassicism. Genom att skickligt manövrera mellan de två stilarna beroende på vem som var beställare lyckades han nå stora framgångar. Med särskild virtuositet målade han kläder och i synnerhet siden, guld, broderier och sammet. 
Det finns flera teorier om vilka som är avbildade i Dubbelporträtt, men svaret har aldrig med säkerhet kunnat fastställas. Ett förslag är att det rör sig om den franske arkitekten och ingenjören Jean-Rodolphe Perronet och hans hustru.